# Stein Gran
Stein Gran (Oslo, 20 ottobre 1958) è un ex calciatore norvegese, di ruolo centrocampista.

## Carriera

### Club
Gran iniziò la carriera nel Lyn Oslo, dove giocò dal 1975 al 1981. Debuttò in squadra il 5 ottobre 1975, nella vittoria per 2-1 contro il Frigg. Il 27 giugno 1976 segnò la prima rete, nel 2-1 inflitto allo Steinkjer.
Giocò poi per tre anni al Vålerenga, per tornare ancora al Lyn e chiudere la carriera nel 1988.

### Nazionale
Gran giocò 22 partite per la Norvegia under 21, con una rete all'attivo. Esordì il 30 maggio 1978, nella vittoria per 1-0 contro l'Islanda under 21.
Collezionò anche 5 partite con la Nazionale maggiore.  Esordì il 9 agosto 1979, nella vittoria per 1-0 contro la Finlandia.
Partecipò ai Giochi della XXIII Olimpiade con la sua Nazionale.